# Bitwa pod Łowczówkiem
Bitwa pod Łowczówkiem została stoczona przez I Brygadę Legionów walczącą po stronie Austro-Węgier z Rosjanami w dniach 22–25 grudnia 1914.

## Sytuacja na froncie w Galicji Zachodniej
W pierwszej fazie I wojny światowej Rosja zamierzała wyeliminować z wojny Austro-Węgry. Ofensywa wojsk rosyjskich w Galicji była efektem tych planów. W listopadzie 1914 Rosjanie zdobyli Tarnów i Tuchów i posuwali się nadal na linię: Kraków-Łapanów-Limanowa. Tu wojska austro-węgierskie skutecznie uderzyły na styk armii generałów Radko Dimitriewa i Aleksieja Brusiłowa. Po krwawej bitwie stoczonej w grudniu pod Łapanowem, Limanową i Nowym Sączem (bitwa pod Limanową) przeszły do ofensywy – Rosjanie zaczęli się cofać. Zatrzymali się w widłach Dunajca i Białej na grzbietach wzgórz Pogórza Rożnowskiego. Po załamaniu się ofensywy austro-węgierskiej Rosjanie zaczęli kontratakować siłami 3 Armii generała Dimitriewa w rejonie Łowczowa i Łowczówka. Rejon ten był stykiem dwóch armii austro-węgierskich: 4 Armii arcyksięcia Józefa Ferdynanda i 3 Armii generała von Bojny. Po przerwaniu linii frontu groziło Austriakom okrążenie. Dowództwo 4 Armii  powierzyło zadanie powstrzymania Rosjan I Brygadzie Legionów Polskich. Przebywała ona wtedy w Nowym Sączu, gdzie miała zostać zreorganizowana. Kiedy rozkaz dotarł do brygady, dowodził nią podpułkownik Kazimierz Sosnkowski. Józef Piłsudski wezwany został wcześniej do Wiednia na rozmowy polityczne.

## Bitwa
Polacy zaatakowali niezwłocznie po przybyciu na pole walk, o zmierzchu 22 grudnia, aby nie pozwolić Rosjanom na umocnienie się na świeżo zdobytych wzgórzach. 1 pułk dostał rozkaz uderzenia na wzgórze nr 360, a 5 pułk na wzgórze nr 343. 1 pułk dowodzony przez majora Rydza-Śmigłego zdobył wyznaczony cel „z marszu” walcząc bagnetami, kolbami karabinów i łopatkami saperek. 5 pułk kapitana Ścibora-Rylskiego dostał się w silny ogień artylerii rosyjskiej. Z uwagi na brak łączności z artylerią austro-węgierską oraz konieczność walk po zmroku w nieznanym terenie atak na wzgórze 343 wstrzymano do świtu 23 grudnia. Natarcie prowadzone siłami 5 pułku wspartego przez żołnierzy piechoty węgierskiej oraz ogniem artylerii austriackiej zakończyło się sukcesem. Obydwa pułki wykonały swoje zadania, pas wzgórz znalazł się cały w rękach państw centralnych.
Rosjanie wzmocnili swoje siły odwodami i przygotowywali przeciwnatarcie. Ogień ckm-ów oraz artylerii odciął legionistom zaopatrzenie oraz komunikację ze sztabem. W nocy z 23 na 24 grudnia Rosjanie przysunęli się na odległość w niektórych miejscach poniżej 50 metrów od pozycji polskich. Przez cały dzień wigilijny trwał morderczy pojedynek ogniowy oraz odpieranie kontrataków rosyjskich. Przed zmierzchem 24 grudnia Sosnkowski otrzymał rozkaz wycofania brygady, okazał się on jednak nieporozumieniem, ale już po wycofaniu się Polaków z pozycji. Opuszczone pozycje trzeba było na nowo zdobywać.
W dniu 25 grudnia Rosjanie nacierali ze wzmożoną siłą. Z powodu mgły walkę prowadzono najczęściej na bagnety. Z uwagi na brak sukcesów w rejonie Łowczówka Rosjanie zaatakowali z Tuchowa wzdłuż drogi do Gromnika. Broniący tych pozycji Austriacy wycofali się, pozwalając przeciwnikowi dojść do Chojnika i rozpocząć oskrzydlanie sił bijących się pod Łowczówkiem. Utrzymanie pozycji nad Białą w takiej sytuacji stało się niemożliwe. Około godziny 13 przyszedł rozkaz odwrotu. Odwrót odbywał się w ciężkich warunkach, gdyż Rosjanie zaciekle atakowali wysuniętą brygadę ze wszystkich stron. W jego czasie odznaczyli się zdolnościami dowódczymi kapitanowie Berbecki i Rylski. Brygadę wycofano przez Lichwin do Wróblowic, a następnie do odwodu w rejonie Lipnicy Murowanej.

## Po bitwie

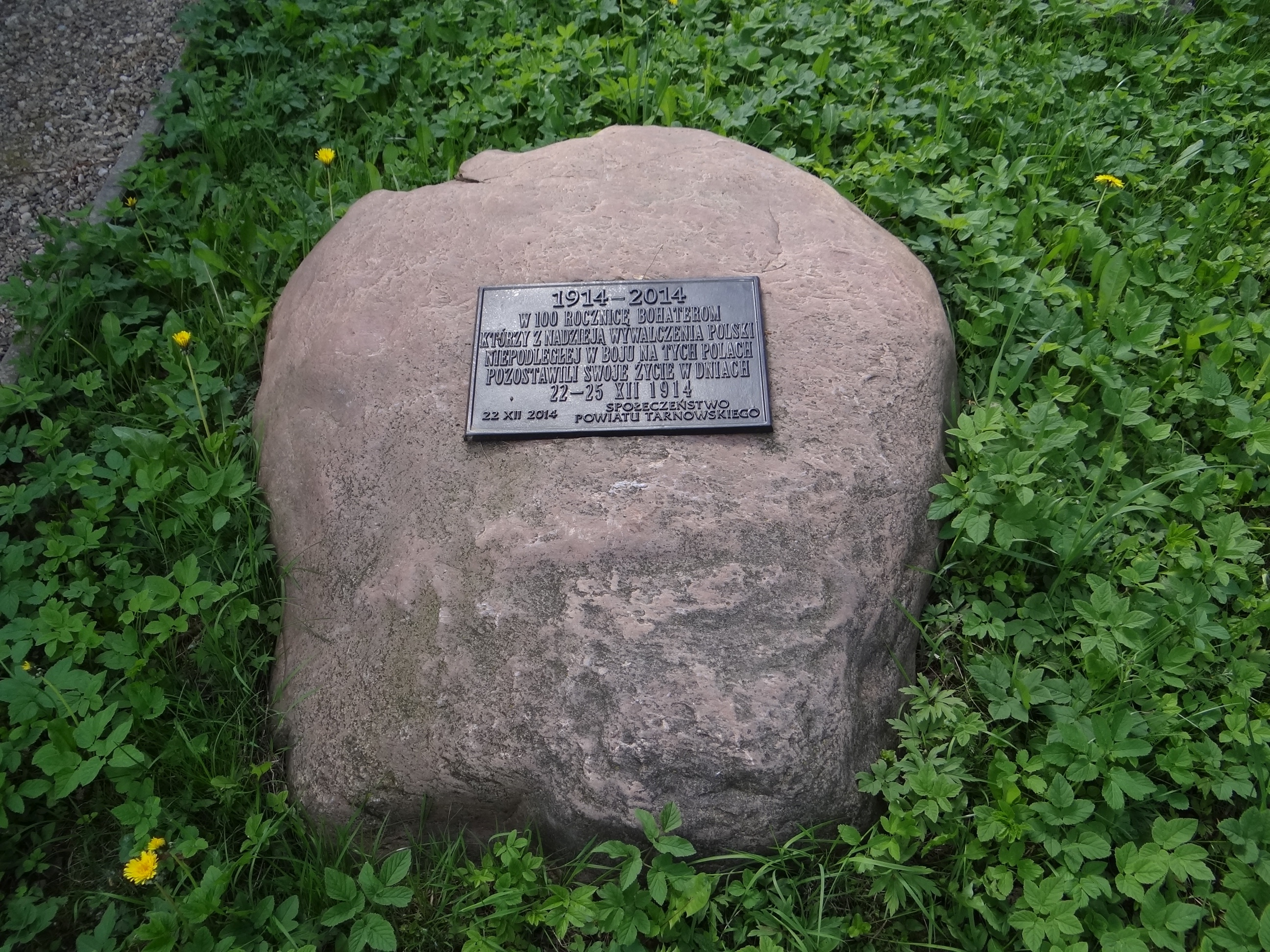
Pomnik ku czci poległych żołnierzy I Brygady Legionów Polskich w bitwie pod Łowczówkiem w 1914

Brygada zdobyła wyznaczony region oraz wytrwała na pozycjach przez 4 dni i 3 noce. Przeprowadziła 5 wielkich szturmów, odparła 16 kontrataków, wzięła do niewoli ponad 600 jeńców. Siły rosyjskie zostały na pewien czas zatrzymane, co umożliwiło Austriakom rozbudowanie frontu na pozycjach, na których utrzymał się do ofensywy pod Gorlicami w maju 1915.
Straty brygady: 128 zabitych (w tym 38 oficerów), 342 rannych. Podporucznik Stanisław Kaszubski wzięty do niewoli przez Rosjan, został przez nich powieszony gdyż był obywatelem rosyjskim, co zostało uznane za zdradę. Dowództwo austro-węgierskiej 4 Armii przyznało za Łowczówek 6 wielkich złotych medali, 18 wielkich srebrnych i 48 małych oraz 72 dyplomy uznania.
Ofiary tej bitwy (nie tylko Polacy) znalazły spoczynek na Cmentarzu Legionistów Polskich nr 171 w Łowczówku. Położony on jest na wzgórzu Kopaliny (394 metrów), w pobliżu drogi Łowczów-Rychwałd.
Pułkownik Gustaw Świderski, żołnierz I Brygady, odznaczony został Orderem Virtuti Militari za to, że pod Łowczówkiem, na czele kilkuosobowego patrolu, wziął do niewoli całe dowództwo rosyjskiego pułku piechoty.
O znaczeniu tego boju w historii Polski świadczy umieszczenie nazwy „ŁOWCZÓWEK 24 XII 1914” na tablicy przy Grobie Nieznanego Żołnierza w Warszawie w okresie II RP i po 1990.